# Clariden
Der Clariden (auch Claridenstock) ist ein 3267 m ü. M. hoher Berg der Glarner Alpen in der Schweiz.

## Lage
Der Clariden liegt oberhalb des Klausenpasses in der Bergkette Gross Schärhorn – Clariden – Bocktschingel – Gemsfairenstock (von Westen nach Osten). Diese Kette ist dem Tödi nordwestlich vorgelagert. Nördlich befinden sich der Urner Boden und die Klausenpassstrasse. Über den Gipfel verläuft die Kantonsgrenze zwischen Glarus und Uri.
Einen Blickfang vom Gipfel bildet der Tödi.

## Name
Der Name Clariden leitet sich wahrscheinlich von Clareta, lateinisch clarus (hell, leuchtend, glänzend), her.

## Routen zum Gipfel
Der Clariden kann von der Claridenhütte über den Claridenfirn erreicht werden. Eine weitere häufig begangene Aufstiegsroute führt vom Klausenpass über das Iswändli auf den Claridenvorgipfel und von dort über einen mit Ketten gesicherten Felsgrat auf den Hauptgipfel. Schlüsselstelle dabei ist der Übergang vom Claridenvorgipfel zum Hauptgipfel, der früher über den letzten Teil der Nordwand führte. Aufgrund von Unfällen und der Tatsache, dass diese Passage nur schwer zu sichern ist, wurden vor einigen Jahren Ketten in den Felsgrat oberhalb der Nordwand installiert.
Der Nordwandtrichter ist eine bis zu 50° steile Eistour. Sie leidet im Hochsommer immer mehr unter Ausaperung und ist deshalb nur noch im Frühjahr/Frühsommer zu empfehlen. Daneben gibt es weitere Eisrouten in der Nordwand (unter anderem den direkten Einstieg, erstbegangen durch Urs Odermatt), welche anspruchsvolleres Eisklettern bieten. Ein weiterer Zugang führt von Süden her von der Hüfihütte über den Hüfigletscher zum Clariden. Der Clariden ist im Winter auch Skitourenberg. Vor allem wenn im Frühjahr der Klausenpass geöffnet wird, ist er ein häufiges Tagesziel von Skitourengängern.